# Reactivering (infrastructuur)

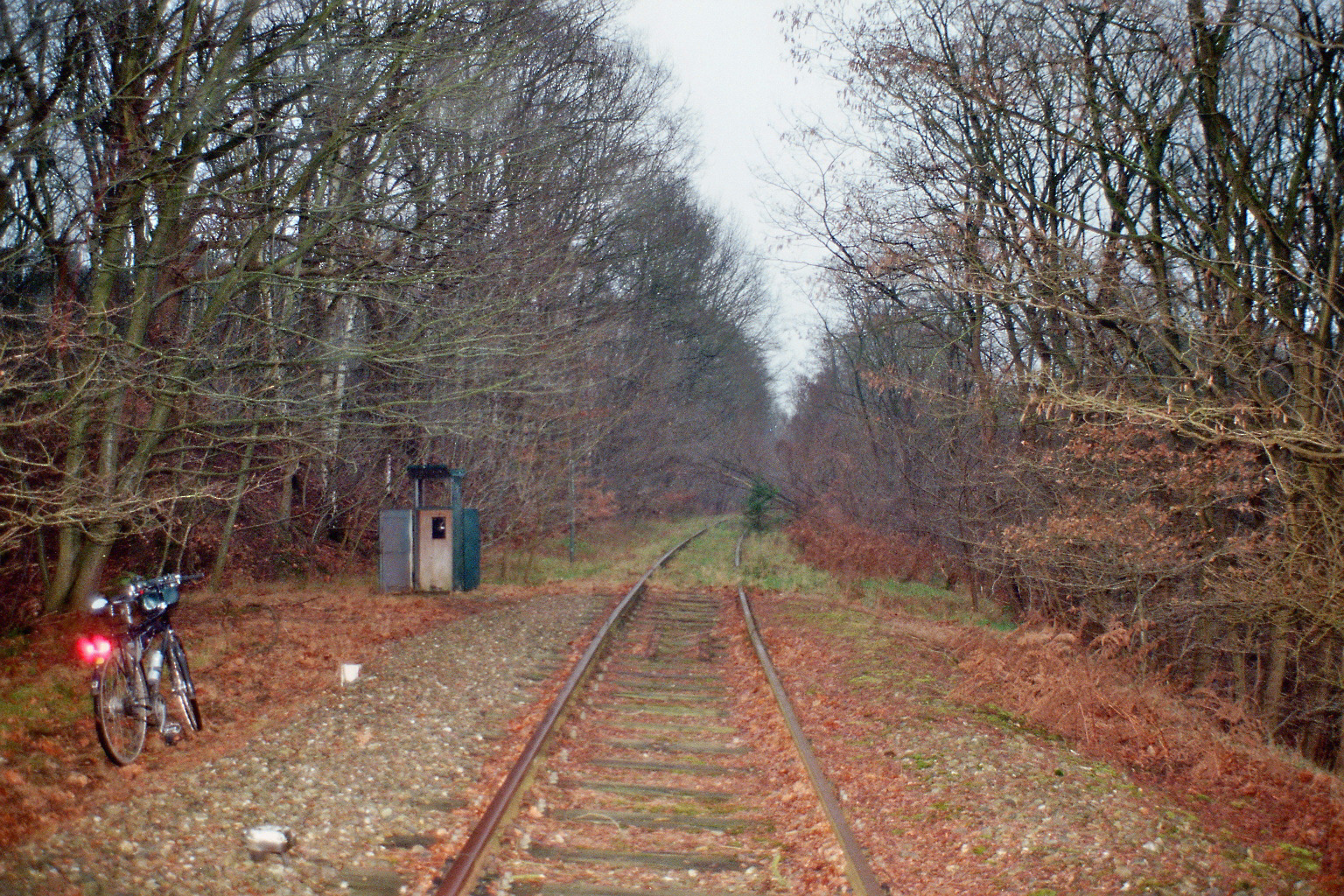
De IJzeren Rijn op de Nederlands-Duitse grens. Deze spoorweg wordt mogelijk gereactiveerd.

Reactivering is het opnieuw actief maken van buiten gebruik gestelde infrastructuur. Meestal gaat het dan om railinfrastructuur, dus (voormalige) spoor- en tramlijnen. Reactivering kan aanzienlijk goedkoper zijn dan het aanleggen van een nieuwe lijn, omdat het tracé er al ligt en er dus bijvoorbeeld niet onteigend hoeft te worden, zeker wanneer de spoorweg niet officieel is opgeheven.
Een geruchtmakend voorstel tot reactivering is het reactiveren van de zogeheten IJzeren Rijn, een Belgische spoorverbinding van Antwerpen naar het Duitse Ruhrgebied die deels over Nederlands grondgebied loopt.
Zie het artikel reactivering van spoorlijnen in Nederland voor voorbeelden van daadwerkelijk gereactiveerde spoorlijnen in Nederland.